# Notoppia humerata
Notoppia humerata är en kvalsterart som beskrevs av Balogh och Sandór Mahunka 1966. Notoppia humerata ingår i släktet Notoppia och familjen Ceratoppiidae. Inga underarter finns listade i Catalogue of Life.